# 官成瓦斯爆炸案
官成瓦斯爆炸案發生於1990年8月4日凌晨，台北縣樹林鎮（今新北市樹林區）官成瓦斯分裝廠爆炸，造成二死、廿四傷及房屋全毀四十間、半毀三百間。估計財產損失達六億三千七百餘萬元。

## 事件經過
1990年8月4日凌晨1時30分，官成瓦斯分裝廠員工陳和振一人負責瓦斯灌入處存槽工作，理應一部運輸槽車卸完氣離開，再由另一步進入卸氣。但陳某在由徐松村駕駛的059-9269號運輸槽車上未駛離時，私自駕駛應為李慶顯駕駛的059-3766號車進入，致兩車撞擊瓦斯外洩。
因平時疏於檢查及訓練，至瓦斯外洩後陳和振不能及時關閉槽車的「超流閥」、「遮斷閥」。十分鐘後，瓦斯因觸及火源而爆炸。除陳某當場被炸死外，樹林鎮東順街7號一名菲籍女子也遭到倒塌磚牆壓死，以及造成廿四人輕重傷，鄰近四十戶房屋全毀，半毀三百餘棟。

## 法院判決
板橋地院法官審理認為，官成關係企業管理委員會九名成員，以及實際負責分裝、管理的股東謝茂盛，均對於高度危險性產業，未做好檢查、訓練及應變措施，致發生不幸事件。將十人依業務過失致死罪名，判處兩年六月至三年六月徒刑，均獲減刑為一半徒刑。

## 後續發展

### 成立自救會
爆炸受災戶成立自救委員會，追求瓦斯爆炸案的個案正義與社會正義，目標籌組「全國反液化瓦斯爆炸居民自救聯盟」，並推動液「化石油氣安全防護法」。

### 藝術創作
台灣藝術家陳依純的家鄰近事故現場，其說明媒體報導的內容：「這和我們當地人的認知落差太大了，長大後我才逐漸明白，有多少真相其實被遮掩」。
陳依純以此事件為發想，和美國科幻小說家菲利浦·迪克1964年著作《仿生人會夢見電子羊嗎？》的讀後感結合，編造出一段科幻故事，內容描述人類因貪婪掠奪、自相殘殺導致滅絕，來自外星系的外星人到地球「考古」，試圖了解人類滅亡的原因。她將作品分成11篇章，分別以繪畫和影像方式呈現，現於尊彩藝術中心舉辦個展「你夢見電子羊了嗎？第N次毀滅，重新來過」。